# Charred Walls of the Damned
Charred Walls of the Damned ist eine US-amerikanische Heavy-Metal-Band, die aus den Musikern Richard Christy, Steve DiGiorgio, Tim „Ripper“ Owens und Jason Suecof besteht. Cristy formierte die Band nach fünfjähriger Abwesenheit in der Metalszene, nachdem er seit Juli 2004 in der Howard Stern Show mitwirkte.

## Geschichte
Als Iced Earth 2004 auf der Glorious Burden Tour waren, entschied sich der Schlagzeuger Richard Christy dazu, die Band zu verlassen. Er wurde einer der zehn Finalisten bei „Get John's Job“ – ein Contest der Howard Stern Show, um den abgetretenen „Stuttering John“ Melendez zu ersetzen. Er sagte, dass er es „jeden Tag seines Lebens“ bereut hätte, wenn er daran nicht teilgenommen hätte. Christy gewann den Contest schließlich mit 30 % der Stimmen.
Schließlich verkündete er die Rückkehr von seiner fünfjährigen Abstinenz aus dem Musikbusiness mit der Gründung von Charred Walls of the Damned. Der Name wurde am 20. Mai 2009 erklärt. Er stammt von einer Serie von Scherzanrufen, die er und Sal Governale bei einer Tradio-Show auf einem christlichen Radiosender machten. Als Antwort auf die Reaktionen beschrieb der Moderator, wie er für die Gesprächspartner betet: „saving their soul to be saved by God's grace ... not in the devil's hell where you'd be putting your nails in the charred walls of the damned“.

## Das Debütalbum
Die erste Single, „Ghost Town“, wurde am 1. Dezember 2009 veröffentlicht.
Das Debütalbum, Charred Walls of the Damned, wurde als CD und bei iTunes am 2. Februar 2010 veröffentlicht. Blabbermouth.net berichtete von ungefähr 2200 verkauften Einheiten in den USA in der ersten Woche nach Veröffentlichung.  Das Album stieg in diverse Charts ein: Billboard's „Heatseekers“, „Independent Albums“ und „Hard Music Albums“ auf den Plätzen 6, 37 und 46. Es erreichte außerdem Platz 85 auf dem „Canadian Independent Chart“. Die japanische Version enthält eine Coverversion des Songs „Nice Dreams“ der Band Powermad aus Minneapolis.

## Diskografie
Studioalben
- 2010: Charred Walls of the Damned
- 2011: Cold Winds on Timeless Days
- 2016: Creatures Watching Over the Dead

Singles
- 2009: Ghost Town